# 吉備国際大学Charme岡山高梁
吉備国際大学Charme岡山高梁（きびこくさいだいがくシャルムおかやまたかはし）は、岡山県高梁市をホームタウンとし、日本女子サッカーリーグに所属する女子サッカーチームである。

## 概要
このチームの母体は吉備国際大学の女子サッカー部であり、当初は所属選手全員が吉備国際大の大学生および大学院生であったが、現在は社会人も所属している。この名称を用いるのは、地元との地域密着を目指して高梁市のクラブチームとしてリーグ登録しているためである。ただし、全日本大学女子サッカー選手権などの大学生のみでの大会では部員数規定などで大学院生や社会人の登録はない。
2000年「吉備国際大学女子サッカー部」として創部され、2011年にチャレンジリーグ昇格、2013年にはなでしこリーグに昇格した。日本女子サッカーリーグ加盟は中国地方では岡山湯郷Belleに次いで2例目である。
チームカラーは黄色。愛称の「シャルム(Charme)」は、フランス語で「友愛」や「魅力」を意味する。
ホームタウンは大学と同地の岡山県高梁市。ホームスタジアムは下記#スタジアムの項を参照。練習は吉備国際大学楢井グランドや神原スポーツ公園で行っている。
なお、男子にも同様のチーム形態として岡山サッカーリーグに吉備国際工華が存在する。

## 略称/呼称
現名の「吉備国際大学Charme岡山高梁」は2018年シーズンから名乗っている。正式名称の遍歴は下記#歴史や#年度別成績・歴代監督の項を参照。なでしこリーグ公式に記載されている略称は「吉国大C」である。
地元紙山陽新聞では、2011年は「高梁吉備国大」、2012年は「高梁吉備国大シャルム」、2013年以降は「吉備国大シャルム」 で定着している。
全日本大学女子サッカー選手権大会など全日本大学女子サッカー連盟主催のサッカー大会には大学名である「吉備国際大学女子サッカー部」として登録している。FC高梁を冠する2010年以前の全日本女子サッカー選手権大会でも同様である。

## 歴史

### 創設期
吉備国際大開校の翌年に出来た男子サッカー部 に遅れること9年、2000年に女子サッカー部として創部した。2001年度インカレに初出場、2002年には中国女子サッカーリーグに昇格、2003年には中国リーグ全勝優勝、同年度全日本女子において中国地区代表として初出場を果たす。
2004年、大学が社会学部スポーツ社会学科を増設、翌2005年には元サッカー日本代表でJFA 公認S級コーチの今西和男を社会学部教授およびサッカー部全体の総監督に迎えた。また宝塚バニーズ監督であった高藤順が同学部教員および女子サッカー部総監督に就任し、以後全国各地から多くの選手が入学し、チームの強化が進んだ。中国リーグでは2005年から6連覇。2008年度インカレ3位、2010年ゆめ半島千葉国体に単独チームとして女子の部準優勝。2008 FIFA U-20女子ワールドカップには、磯金みどり・菅原未紗・中出ひかりの3選手が日本代表チームに選ばれて出場した 他、AFC U-19女子選手権2009には高橋千帆が日本代表チームの一員として出場した。

### 2010年代
2010年末に行われたチャレンジリーグ入れ替え戦において、決定戦ではスフィーダ世田谷FC、豊田レディースフットボールクラブ、HOYOスカラブFCから3連勝、入れ替え戦では清水第八プレアデス相手に勝利しチャレンジリーグ昇格を決めた。
2011年、チャレンジリーグ参入を機に、活動拠点である高梁市との地域密着を目指してFC高梁を冠した「FC高梁吉備国際大学」でリーグ登録した。リーグ初参戦となった2011シーズン、スペランツァF.C.高槻との優勝争いを演じ、同勝ち点ではあったが得失点差でリーグ優勝を飾る。同年の国体では3位入賞。
初参戦したチャレンジリーグで初優勝し更にリーグ内の対戦相手によってはレベル差がかなりあったことからより高いレベルでのサッカーを体感したいため、また2011 FIFA女子ワールドカップ優勝以降の女子サッカー人気も後押しし、なでしこリーグ昇格に向けてFC高梁関係者は動いた。2012年3月、なでしこリーグ準加盟の申請書類を日本女子サッカーリーグに提出し、了承された。同年の2012 FIFA U-20女子ワールドカップにおいて西川明花がU-20日本代表に選出されている。同年の2012シーズンではチャレンジリーグ戦2位となり入れ替え戦でASエルフェン狭山FC相手に勝利しなでしこリーグ昇格を決めた。2013年、なでしこリーグ昇格を機に高梁を除した「FC吉備国際大学Charme」として登録変更する。同シーズンから、岡山湯郷Belleとの岡山ダービーが実現した。同年には杉田亜未がなでしこジャパンに選出されている。なでしこ昇格1年目のチームは、リーグワーストの49失点を記録し9位で終わり、チャレンジリーグとの入れ替え戦に回りスフィーダ世田谷FCと対戦し2試合合計で同点、PK戦の末かろうじて残留を果たした。ただ1年間なでしこリーグで戦って得た経験は大きく、同年のインカレではチーム史上初の優勝に輝いた。
2014年、なでしこリーグレギュラーシリーズは勝利をあげられず10チーム中最下位となり、下位4チームで戦うエキサイティングシリーズの下位リーグに回った。しかしここでも勝利をあげられないまま最下位に終わり、翌年から新設のなでしこリーグ2部への降格が決まった。
2017年、リーグ戦9位で入替戦に回り、バニーズ京都SCに敗れチャレンジリーグに降格した。
2018年、チーム名を「吉備国際大学Charme岡山高梁」に変更。
2021年、WEリーグ創設に伴うなでしこリーグ再編により、なでしこリーグ2部へ昇格した。

## 年度別成績・歴代監督
| 年度                   | チーム名                   | リーグ         | チーム数 | 試合数 | 勝点 | 勝 | 分 | 敗 | リーグ順位 | リーグ杯 | 皇后杯       | インカレ     | 監督                                        |
| 都道府県リーグ         |                            |                |          |        |      |    |    |    |            |          |              |              |                                             |
| 2000                   | 吉備国際大学               | 岡山県         |          |        |      |    |    |    |            | -        | （予選敗退） | （予選敗退） | 太田真司                                    |
| 2001                   | 吉備国際大学               | 岡山県         |          |        |      |    |    |    |            | -        | （予選敗退） | GL敗退       | 太田真司                                    |
| 地域リーグ             |                            |                |          |        |      |    |    |    |            |          |              |              |                                             |
| 2002                   | 吉備国際大学               | 中国           |          | 7      | 15   | 5  | 0  | 2  | 3位        | -        | （予選敗退） | GL敗退       | 太田真司                                    |
| 2003                   | 吉備国際大学               | 中国           |          | 7      | 22   | 7  | 0  | 0  | 優勝       | -        | 1回戦敗退    | GL敗退       | 太田真司                                    |
| 2004                   | 吉備国際大学               | 中国           |          | 7      | 13   | 4  | 2  | 1  | 2位        | -        | （予選敗退） | GL敗退       | 太田真司                                    |
| 2005                   | 吉備国際大学               | 中国           |          | -      | -    | -  | -  | -  | 優勝       | -        | 2回戦敗退    |              | 太田真司                                    |
| 2006                   | 吉備国際大学               | 中国           |          | -      | -    | -  | -  | -  | 優勝       | -        | 3回戦敗退    |              | 太田真司                                    |
| 2007                   | 吉備国際大学               | 中国           |          | 9      | 27   | 9  | 0  | 0  | 優勝       | -        | 3回戦敗退    |              | 太田真司                                    |
| 2008                   | 吉備国際大学               | 中国           |          | 9      | 27   | 9  | 0  | 0  | 優勝       | -        | 2回戦敗退    | 3位          | 太田真司                                    |
| 2009                   | 吉備国際大学               | 中国           |          | 9      | 27   | 9  | 0  | 0  | 優勝       | -        | 2回戦敗退    | GL敗退       | 太田真司                                    |
| 2010                   | 吉備国際大学               | 中国           |          | 9      | 27   | 9  | 0  | 0  | 優勝       | -        | 3回戦敗退    | GL敗退       | 太田真司                                    |
| 日本女子サッカーリーグ |                            |                |          |        |      |    |    |    |            |          |              |              |                                             |
| 2011                   | FC高梁吉備国際大学         | チャレンジWEST | 6        | 15     | 38   | 12 | 2  | 1  | 優勝       | （中止） | 3回戦敗退    | 3位          | 太田真司                                    |
| 2012                   | FC高梁吉備国際大学Charme   | チャレンジWEST | 12       | 22     | 50   | 16 | 2  | 4  | 2位        | -        | 2回戦敗退    | 3位          | 太田真司                                    |
| 2013                   | FC吉備国際大学Charme       | なでしこ       | 10       | 18     | 12   | 3  | 3  | 12 | 9位        | GL敗退   | ベスト8      | 優勝         | 太田真司                                    |
| 2014                   | FC吉備国際大学Charme       | なでしこ       | 10       | 24     | 1    | 0  | 1  | 23 | 10位       | -        | 2回戦敗退    | 3位          | 太田真司                                    |
| 2015                   | FC吉備国際大学Charme       | なでしこ2部    | 10       | 27     | 25   | 8  | 1  | 18 | 8位        | -        | 2回戦敗退    | 2回戦敗退    | 太田真司                                    |
| 2016                   | FC吉備国際大学Charme       | なでしこ2部    | 10       | 18     | 17   | 5  | 2  | 11 | 9位        | GL敗退   | 3回戦敗退    | （予選敗退） | 太田真司                                    |
| 2017                   | FC吉備国際大学Charme       | なでしこ2部    | 10       | 18     | 18   | 5  | 3  | 10 | 9位        | GL敗退   | 1回戦敗退    | 2回戦敗退    | 太田真司                                    |
| 2018                   | 吉備国際大学Charme岡山高梁 | チャレンジ     | 6        | 15     | 24   | 6  | 6  | 3  | 3位(WEST)  | -        | 1回戦敗退    | 2回戦敗退    | 東依里                                      |
| 2018                   | 吉備国際大学Charme岡山高梁 | チャレンジ     | 4        | 3      | 9    | 3  | 0  | 0  | 5位(総合)  | -        | 1回戦敗退    | 2回戦敗退    | 東依里                                      |
| 2019                   | 吉備国際大学Charme岡山高梁 | チャレンジ     | 6        | 15     | 2    | 0  | 2  | 13 | 6位(WEST)  | -        | 1回戦敗退    | ベスト8      | 柴村和樹( - PO第1節) / 太田真司(PO第2節 - ) |
| 2019                   | 吉備国際大学Charme岡山高梁 | チャレンジ     | 4        | 3      | 6    | 2  | 0  | 1  | 9位(総合)  | -        | 1回戦敗退    | ベスト8      | 柴村和樹( - PO第1節) / 太田真司(PO第2節 - ) |
| 2020                   | 吉備国際大学Charme岡山高梁 | チャレンジ     | 6        | 10     | 6    | 1  | 3  | 6  | 6位        | （中止） | （予選敗退） | 2回戦敗退    | 太田真司                                    |
| 2021                   | 吉備国際大学Charme岡山高梁 | なでしこ2部    | 8        | 14     | 9    | 2  | 3  | 9  | 7位        | -        | 1回戦敗退    | 1回戦敗退    | 太田真司                                    |
| 2022                   | 吉備国際大学Charme岡山高梁 | なでしこ2部    | 10       | 18     | 18   | 4  | 6  | 8  | 6位        | -        | 1回戦敗退    | ベスト4      | 太田真司(-第12節) / 近藤誌乃(代行)(第13節-) |
| 2023                   | 吉備国際大学Charme岡山高梁 | なでしこ2部    | 10       | 18     | 23   | 5  | 8  | 5  | 6位        | -        | 1回戦敗退    | 2回戦敗退    | 太田真司                                    |
| 2024                   | 吉備国際大学Charme岡山高梁 | なでしこ2部    | 12       | 22     | 37   | 11 | 4  | 7  | 4位        | -        | 3回戦敗退    |              | 太田真司                                    |

## タイトル
リーグ戦
- チャレンジリーグ（2部）: 1回 (2011年)（チャレンジウエスト所属）
- 中国女子サッカーリーグ（3部）: 7回 (2003年、2005年、2006年、2007年、2008年、2009年、2010年)

カップ戦
- 全日本大学女子サッカー選手権大会(インカレ) : 1回 (2013年度)

## スタジアム

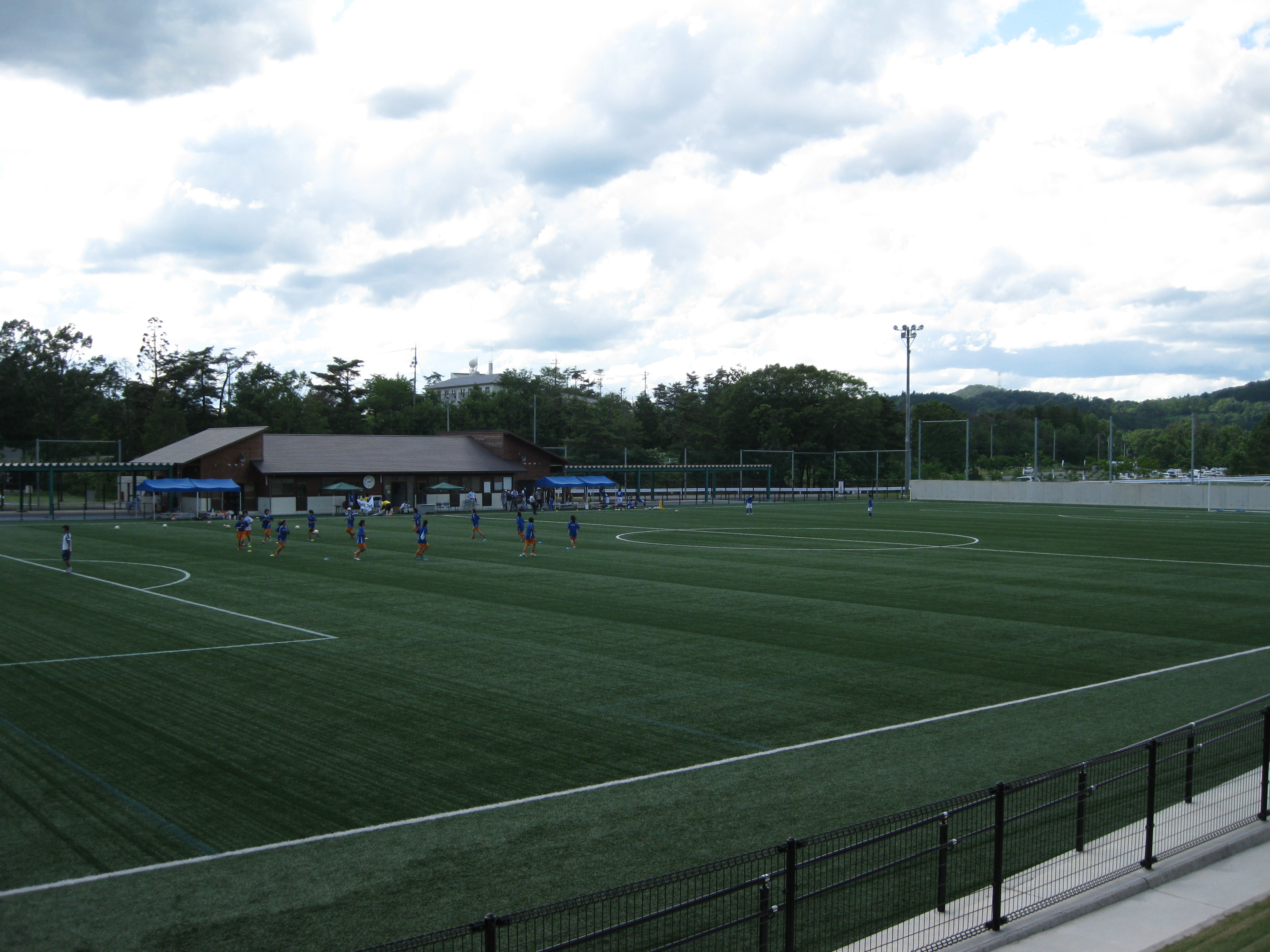
神原スポーツ公園多目的広場（人工芝）

ホームは地元高梁市にある高梁市神原スポーツ公園多目的広場。後述の理由により、2013年から2017年までは市外の競技場でホームゲームを開催していた。
チャレンジリーグ所属の2012年までは神原を使用していたが、なでしこリーグでは観客収容人数1,000人以上の天然芝のスタジアムで開催しなければならない ことに加え、高梁市内にその条件を満たす公式戦会場を用意できないため、なでしこリーグに昇格した2013年以降、県内競技場および隣県の広島県の競技場で開催していた（類似の事例として、倉敷市をホームとする三菱自動車水島FCのJFL所属時におけるホームゲーム開催がある）。なでしこリーグ所属の岡山湯郷Belleのホームである岡山県美作ラグビー・サッカー場ではホームゲームを開催していない。
高梁市外でホームゲームを開催する一方、市では2013年に市民団体から地元での試合開催を求める署名を提出されたことを受け、2015年度より神原の改修に着手した。総事業費約5億8千万円をかけて観客席（1,002人収容）の新設、天然芝の張り替え、クラブハウスの設置等を行い、2018年に完成した。愛称は公募により「シャルムスタジアム」と命名された。同シーズンはこれまで使用していた市外競技場での開催を残しつつ、神原をメインの試合会場としている。
| 年度 | 会場 | 会場 | 会場 | 会場 | 会場 | 合計 | 備考                                                                              |
| 年度 | 笠岡 | 岡山 | 津山 | 倉敷 | 福山 | 合計 | 備考                                                                              |
| 2013 | 8    | 2    | 2    | 0    | 1    | 13   | なでしこリーグ9試合+なでしこリーグカップ4試合 このほか、入れ替え戦で加古川陸1試合 |
| 2014 | 2    | 4    | 5    | 0    | 1    | 12   | レギュラーシリーズ9試合+エキサイティングシリーズ3試合                             |
| 2015 | 3    | 4    | 5    | 1    | 1    | 14   | なでしこリーグ2部14試合                                                           |
| 2016 | 6    | 0    | 6    | 2    | 0    | 14   | なでしこリーグ2部9試合+なでしこリーグカップ4試合+入れ替え戦1試合                  |
| 2017 | 6    | 0    | 6    | 2    | 0    | 14   | なでしこリーグ2部9試合+なでしこリーグカップ4試合+入れ替え戦1試合                  |

- 笠岡 : 岡山県笠岡陸上競技場（笠岡市）
- 岡山 : kankoスタジアム→シティライトスタジアム（岡山県総合グラウンド陸上競技場）（岡山市）
- 津山 : 岡山県津山陸上競技場（津山市）
- 倉敷 : 倉敷運動公園陸上競技場（倉敷市）
- 福山 :  福山市竹ヶ端運動公園陸上競技場（広島県福山市）

## ユニフォーム

### クラブカラー
- 黄、   青

### ユニフォームスポンサー
| 掲出箇所   | スポンサー名     | 表記           |
| 胸         | 吉備国際大学     | 吉備国際大学   |
| 鎖骨左     | 備北信用金庫     | 備北信用金庫   |
| 鎖骨右     | 山陽新聞         | 山陽新聞       |
| 背中上     | アグリテクノ矢崎 | タネまる       |
| 背中下     | 高梁商工会議所   | 高梁商工会議所 |
| 袖         | イーグル工業     | EKK            |
| パンツ前面 | おもちゃ王国     | おもちゃ王国   |
| パンツ背面 | テレビせとうち   | テレビせとうち |

### ユニフォームサプライヤー
- - 2016年：アンブロ
- 2017年 - 現在：ニューバランス

## 所属選手・スタッフ
2024年

### 選手
| Pos. | No | 選手名     | 生年月日 (年齢)        | 前所属                               | 備考        | 備考           |
| GK   | 1  | 佐喜眞幹   | 1996年3月30日（28歳）  | ディアヴォロッソ広島                 | 社会人      |                |
| GK   | 21 | 蜂須賀桃花 | 2003年2月5日（22歳）   | 四国学院大学香川西高等学校           | 学生（4年） |                |
| GK   | 22 | 八木遥     | 2002年7月21日（22歳）  | 高梁日新高等学校                     | 学生（4年） |                |
| GK   | 47 | 西原紗矢   | 2005年10月19日（19歳） | 福山ローザスレディース               | 学生（1年） | 新加入         |
| GK   | 50 | 河村南     | 2005年7月26日（19歳）  | FC.REVO山口                          | 学生（1年） | 新加入         |
|      |    |            |                        |                                      |             |                |
| DF   | 2  | 樋口佳那子 | 2000年7月27日（24歳）  | 大阪体育大学                         | 社会人      | 副キャプテン   |
| DF   | 4  | 本庄結     | 1996年10月6日（28歳）  | 岡山湯郷Belle                        | 社会人      |                |
| DF   | 10 | 加戸由佳   | 1990年6月19日（34歳）  | バニーズ京都SC                       | 社会人      | キャプテン     |
| DF   | 13 | 細川元代   | 1985年1月19日（40歳）  | 京都紫光サッカークラブLadies         | 社会人      |                |
| DF   | 14 | 川名みのり | 2000年4月25日（24歳）  | 日ノ本学園高等学校                   | 社会人      |                |
| DF   | 16 | 青山美里   | 1999年3月29日（25歳）  | リリーウルフF石川                    | 社会人      | 新加入         |
| DF   | 25 | 工藤凪紗   | 2005年7月2日（19歳）   | 神村学園高等部                       | 学生（1年） | 新加入         |
| DF   | 35 | 内田真波   | 2004年1月3日（21歳）   | FC BASARA甲賀レディース              | 学生（3年） |                |
| DF   | 37 | 黒田珠樺   | 2004年4月3日（20歳）   | 鎮西学院高等学校                     | 学生（2年） |                |
| DF   | 38 | 田野愛華   | 2004年10月26日（20歳） | 大分トリニータレディース             | 学生（2年） |                |
| DF   | 39 | 松井琳子   | 2004年11月14日（20歳） | ディアヴォロッソ広島                 | 学生（2年） |                |
| DF   | 43 | 松村紗弥   | 2004年9月1日（20歳）   | 四国学院大学香川西高等学校           | 学生（2年） |                |
| DF   | 45 | 大久保楓   | 2005年5月9日（19歳）   | 大阪桐蔭高等学校                     | 学生（1年） | 新加入         |
| DF   | 48 | 内村美結   | 2005年4月22日（19歳）  | 柳ヶ浦高等学校                       | 学生（1年） | 新加入         |
|      |    |            |                        |                                      |             |                |
| MF   | 7  | 神田若帆   | 1997年12月10日（27歳） | アンジュヴィオレ広島                 | 社会人      | 副キャプテン   |
| MF   | 9  | 根本梨香子 | 1997年10月14日（27歳） | ディアヴォロッソ広島                 | 社会人      |                |
| MF   | 15 | 吉岡愛心   | 2002年4月17日（22歳）  | 星槎国際高等学校                     | 学生（4年） |                |
| MF   | 23 | 山下栞     | 2002年12月28日（22歳） | 神村学園高等部伊賀                   | 学生（4年） |                |
| MF   | 24 | 土江葵唯   | 2003年2月1日（22歳）   | 開星高等学校                         | 学生（4年） |                |
| MF   | 26 | 町野香好   | 2002年5月15日（22歳）  | Arancio Giocare Fiore                | 社会人      | 新加入         |
| MF   | 30 | 釣本小夏   | 2003年6月18日（21歳）  | 香ヶ丘リベルテ高等学校               | 学生（3年） |                |
| MF   | 31 | 川久保花夏 | 2003年7月5日（21歳）   | 高知ユナイテッドSCレディース         | 学生（3年） |                |
| MF   | 33 | 比嘉柚月   | 2004年2月25日（21歳）  | 沖縄県立コザ高等学校                 | 学生（3年） |                |
| MF   | 34 | 三村優花   | 2003年4月16日（21歳）  | 鳴門渦潮高等学校                     | 学生（3年） |                |
| MF   | 36 | 赤木絵美香 | 2004年2月16日（21歳）  | レステ倉敷                           | 学生（3年） |                |
| MF   | 41 | 横山奈柚子 | 2005年1月29日（20歳）  | 鳥取城北高等学校                     | 学生（2年） |                |
| MF   | 42 | 境菜々美   | 2004年5月24日（20歳）  | 西日本短期大学附属高等学校           | 学生（2年） |                |
| MF   | 44 | 岡田遥佳   | 2005年10月4日（19歳）  | 愛媛FCレディースMIKAN U-18           | 学生（1年） | 新加入         |
| MF   | 46 | 孝橋日瑶里 | 2005年10月11日（19歳） | 姫路女学院高等学校                   | 学生（1年） | 新加入         |
| MF   | 49 | 岡田この美 | 2006年1月16日（19歳）  | 神戸弘陵学園高等学校                 | 学生（1年） | 新加入         |
|      |    |            |                        |                                      |             |                |
| FW   | 3  | 岩田莉奈   | 2000年12月19日（24歳） | 尚美学園大学                         | 社会人      |                |
| FW   | 5  | 中村有沙   | 1996年6月19日（28歳）  | 岡山湯郷Belle                        | 社会人      |                |
| FW   | 6  | 土山桃香   | 1999年12月28日（25歳） | ASハリマアルビオン                   | 社会人      |                |
| FW   | 8  | 古谷優理亜 | 2002年5月30日（22歳）  | 鳴門渦潮高等学校                     | 学生（4年） | 学生キャプテン |
| FW   | 11 | 西村留亜   | 2001年7月26日（23歳）  | 高梁日新高等学校                     | 社会人      |                |
| FW   | 17 | 伊藤結菜   | 2004年10月26日（20歳） | バニーズ群⾺FCホワイトスター         | 社会人      | 新加入         |
| FW   | 18 | 徳本華暖   | 2003年9月3日（21歳）   | 大商学園高等学校                     | 学生（3年） |                |
| FW   | 19 | 西山菜々   | 2003年6月18日（21歳）  | 四国学院大学香川西高等学校           | 学生（3年） |                |
| FW   | 20 | 三浦春菜   | 2004年5月24日（20歳）  | FC BASARA甲賀レディース              | 学生（2年） |                |
| FW   | 27 | 去来川琳加 | 2004年2月26日（21歳）  | 鳴門渦潮高等学校                     | 学生（3年） |                |
| FW   | 28 | 西森海琴   | 2004年7月14日（20歳）  | 高知ユナイテッドSCレディース         | 学生（2年） |                |
| FW   | 29 | 田川葵     | 2003年5月8日（21歳）   | 筑陽学園高等学校                     | 学生（3年） |                |
| FW   | 32 | 高取遥香   | 2003年10月16日（21歳） | 大阪学芸高等学校                     | 学生（3年） |                |
| FW   | 40 | 河原彩花   | 2004年12月22日（20歳） | 広島大河フットボールクラブレディース | 学生（2年） |                |

### スタッフ
| 役職                 | 氏名     | 生年月日 (年齢)        | 前職                                    | 備考         |
| 監督                 | 太田真司 | 1977年8月3日（47歳）   |                                         |              |
| ヘッドコーチ         | 小野瞳   | 1988年10月15日（36歳） | マイナビ仙台レディース フロントスタッフ | Defi監督兼任 |
| GKコーチ             | 西端優輝 | 1997年5月9日（27歳）   | 岡山湯郷Belle フィジカルコーチ等        |              |
| フィジカルトレーナー | 山田詩穂 | 1989年9月7日（35歳）   | 岡山湯郷Belle                           |              |

### 主なOG選手
五十音順表記。太字が在籍時あるいは在籍以降に、国際大会出場経験のある選手
| - 有馬静佳 (現・SAKURA UNITED F.C. キーパーコーチ/コーチ) - 伊井清乃 - 井指楓 (元・伊賀フットボールクラブくノ一所属、引退) - 磯金みどり (元・ジェフユナイテッド市原・千葉レディース所属） - 尾山沙希 (元・ノジマステラ神奈川相模原所属） - 鎌田蘭 (元・愛媛FCレディース所属、引退) - 近藤朋香 - 坂本珠梨 (元・ノジマステラ神奈川相模原所属) - 三宮詩貴 (元・ジュ ブリーレ 鹿児島所属) - 清水恵子 - 杉本あすか - 杉田亜未 (現・ノジマステラ神奈川相模原所属) | - 菅原未紗 (現・マイナビ仙台レディースアカデミーGKコーチ) - 高橋千帆 (元・岡山湯郷Belle所属) - 高橋悠 (現・コノミヤ・スペランツァ大阪高槻所属) - 高野紗希 (元・ちふれASエルフェン埼玉所属) - 武田ありさ (現・Western Springs AFC (ニュージーランド)所属) - 中出ひかり (元・伊賀フットボールクラブくノ一所属) - 中島あかね - 中島亜弥香 (現・UDN香川FC所属) - 成合瞳 (現・福岡J・アンクラス所属) - 西川明花 (現・AC長野パルセイロ・レディース所属) - 西田明美 - 西村望 (現・ビーチサッカーラソアペーゴ北九州所属) | - 東依里 (元・吉備国際大学Charme岡山高梁監督） - 福井しほり (元・福岡J・アンクラス所属) - 宮迫ふみか - 村松真冬 (元・愛媛FCレディース所属) - 山口絢子 - 山本彩可 (現・フットサル中国女子リーグLETIZIA所属、日本女子フットサル代表) - 吉田麻有 (元・ディオッサ出雲F.C.所属) |

## 下部組織
現在、以下のチームを下部組織として包括している。
- 18歳以下 - 方谷學舎高等学校女子サッカー部
- 15歳以下 - FCシャルムU-15 ・・・2012年当時は人数不足のため実質的には上のカテゴリのチームに参加している。一時活動休止をしていたが、2015年より大学OGである足立英梨子をコーチに据え活動を再開、2015年時点では総社・高梁などでの練習のみの活動中で、なでしこアカデミーカップの参加はない。

## 関連情報
イメージソング

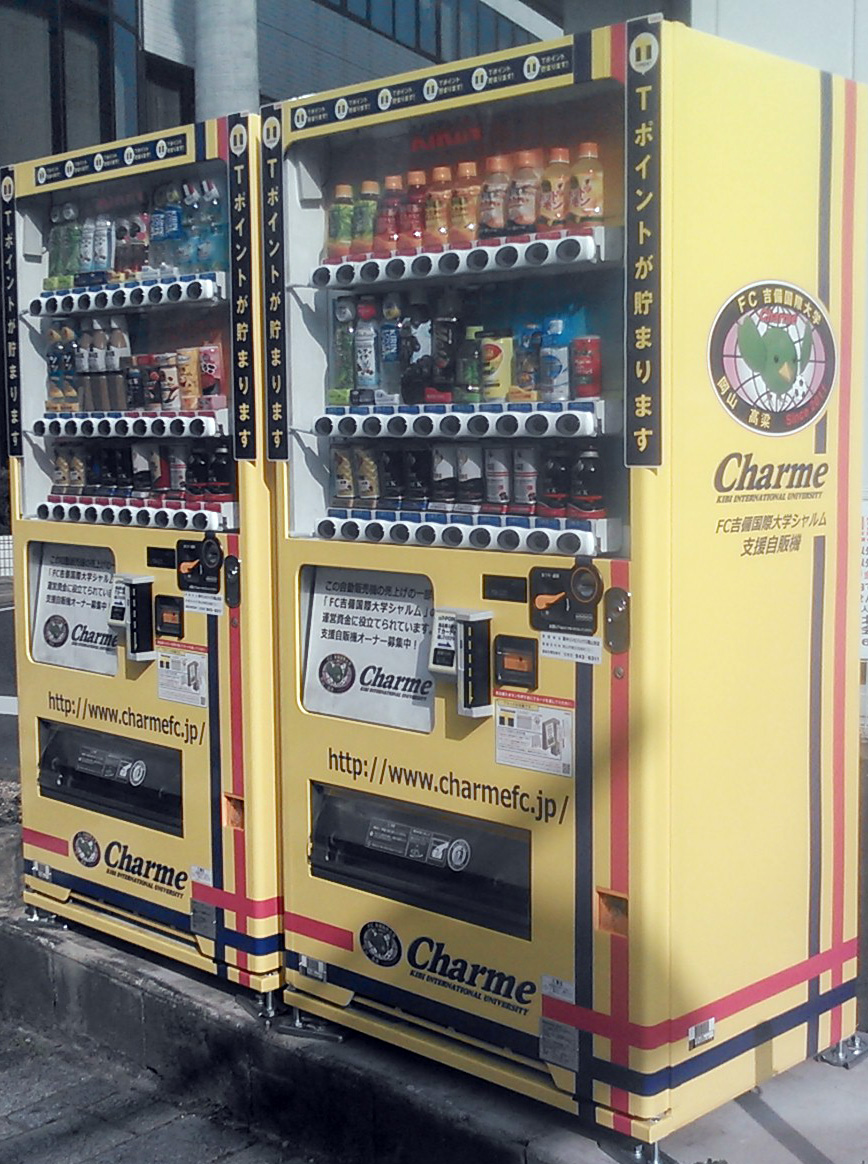
FC吉備国Charme支援自販機

- Start Line - Lugz&Jera（岡山県高梁市出身の男性R&B POPシンガーソングライター）。

マスコット・ゆるキャラ
- 母体となる吉備国際大学のマスコットでもある「キウイバード」をマスコットとしており、チームエンブレムやチームフラッグに描かれている。

メディア情報
- 紙媒体
  - なでしこ岡山 - 山陽新聞
- TV/ラジオ
  - RSK SPORTS WEB - 山陽放送

## 参考資料
- なでしこリーグ公式『チーム紹介』。
- 日本サッカー協会『チーム情報』女子チーム検索サイト。